# NGC 500
NGC 500 este o galaxie lenticulară, posibil eliptică, situată în constelația Peștii. A fost descoperită în 6 decembrie 1850 de către Bindon Blood Stoney.